# Thione
Thione es un género de coleóptero de la familia Monotomidae.
Tiene una distribución disjunta, en Australia y en el Neotrópico. A veces se los encuentra en los túneles de los escarabajos Platypodinae y Scolytinae y posiblemente se alimentan de ellos o de los hongos que esos escarabajos cultivan.

## Especies
Las especies de este género son:
- Thione australis
- Thione cephalotes
- Thione championi
- Thione nigra
- Thione puncticeps